# Idrætsforeningen AIA-Tranbjerg
 For alternative betydninger, se Aia.
Idrætsforeningen AIA-Tranbjerg er en sportsforening fra Århus-forstaden Tranbjerg, der blev stiftet 17. august 1918. AIA står for Arbejdernes Idrætsklub Aarhus. Klubben har afdelinger inden for fodbold, håndbold, badminton, svømning, tennis, bordtennis og gymnastik.
Klubbens nuværende navn er et resultat af en fusion i 1974 mellem AIA og Tranbjerg IF.
Klubbens fodboldafdeling har sit bedste hold i Serie 2 og spiller på Grønløkke Stadion. Da klubben blot hed AIA spillede den første gang i den jyske mesterskabsrække i sæsonen 1931-32. I 1932 spillede AIA sin første internationale kamp, da Liverpool FC på Aarhus Stadion vandt 8-0.. AIA vandt sin første og eneste titel, det jyske mesterskab, i 1938-39. AIA spillede fire sæsoner i den bedste danske fodboldrække i sæsonerne 1955-56, 1956-57, 1958 og 1961. Klubben rykkede ud af 2. division i 1965 og 3. division i 1970. AIA-Tranbjerg var i 3. division 1976 og 1977.
Indtil 1965 var AIA den nærmeste udfordrer i Aarhus til AGFs dominans. De to klubber mødte for første gang hinanden i den landsdækkende række 24. august 1955, hvor de to klubber spillede 1-1 foran 21.900 tilskuere.
Landsholdsspillerne Ib Thygesen, Poul Pedersen og Lasse Vibe har spillet for klubben. Poul Pedersen var den første spiller, der opnåede 50 landskampe for Danmark. AIA har også publikumsrekorden for en kamp i den danske 3. division. Da AIA mødte HIK i Århus Idrætspark den 25. maj 1953, var der 21.637 tilskuere.
Klubbens håndboldafdeling har tidligere været stærk på kvindesiden, hvilket har medført et danmarksmesterskab i 1982 og sølv i 1976, 1978, 1984 og 1989.